# Dreikapitelstreit
Beim Dreikapitelstreit ging es im 6. und 7. Jahrhundert um eine innerkirchliche Auseinandersetzung über das Verhältnis zwischen der göttlichen und menschlichen Natur Jesu Christi. Im Gegensatz zum späteren Monotheletismus zielte der Dreikapitelstreit nicht auf die Schaffung einer gemeinsamen Grundlage ab, sondern auf ein gemeinsames Feindbild der dyophysitischen „orthodoxen“ („rechtgläubigen“) Kirche und den (vor allem in Syrien und Ägypten zahlreichen) „Monophysiten“ (bzw. Miaphysiten).
Das Konzil von Chalkedon (451) hatte die christologischen Streitigkeiten über die Natur Christi nicht beilegen können, sondern eine Reihe von neuen Schismen bewirkt. 519 hatte unter Kaiser Justin I. zumindest das Akakianische Schisma zwischen den Kirchen von Rom und Konstantinopel beigelegt werden können. Allerdings blieb ein gewisses Misstrauen bestehen, und vor allem wurde die Spaltung zwischen der orthodoxen Kirche und den Monophysiten durch diese Verständigung noch weiter vertieft.
Kaiser Justinian (527–565) schlug daher aus politischer Notwendigkeit und angeblich unter dem Einfluss der Kaiserin Theodora einen Kurs ein, der eine Annäherung bewirken sollte. Im Versuch, auch die monophysitisch-antichalkedonensischen Kirchengemeinschaften im Osten des Römischen Reiches wieder in die christliche „Orthodoxie“ einzubinden, bemühte sich der Kaiser ab 532 um die Verurteilung der angeblichen „Hauptverursacher“ der „nestorianischen Häresie“ aus der Zeit vor dem Konzil von Ephesos (431). Der Nestorianismus war zwanzig Jahre vor Chalkedon der gemeinsame Gegner von „Orthodoxen“ und „Monophysiten“ gewesen, und Justinian hoffte offenbar, durch die Rückkehr zu dieser Frontstellung eine Versöhnung zu erreichen. Die drei fraglichen Theologen waren Ibas von Edessa († 457), Theodoret von Kyrrhos († 466) und Theodor von Mopsuestia († 428) mit den von ihnen verfassten Schriften, u. a. dem Brief des Ibas von Edessa an den Perser Mari. Vor allem Werke und Person des Theodor von Mopsuestia wurden von Kaiser Justinian im Jahr 551 im Dreikapiteldekret, vollständig überliefert im Chronicon Paschale (ad ann. 551), als nestorianisch verurteilt. Unter den „drei Kapiteln“ versteht man dabei Personen und Werke der drei Theologen.
Justinians Plan ging allerdings nicht auf, denn zum einen zeigten sich die Monophysiten wenig beeindruckt, und zum anderen sorgte die Verurteilung der drei angeblich nestorianischen Autoren insbesondere im Westen für Empörung. Man weigerte sich dort, die fraglichen Schriften als häretisch zu verstehen, und sah im kaiserlichen Vorstoß eine verdeckte Initiative zugunsten der Monophysiten. Der das Dreikapiteldekret zunächst vehement ablehnende Papst Vigilius wurde schließlich 547, nachdem Justinians Truppen Italien den Ostgoten entrissen hatten, nach Konstantinopel zitiert. Er versuchte im Zuge der Verhandlungen über die drei Kapitel in die Konzilskirche von Chalkedon zu fliehen, wurde aber gewaltsam zur Rückkehr nach Konstantinopel gezwungen. Als er dort angekommen war, brach Justinian sein Versprechen, Vigilius nicht mit den „Drei Kapiteln“ zu belästigen. 553 wurde dann in Konstantinopel ein ökumenisches Konzil, das sogenannte Zweite Konzil von Konstantinopel, abgehalten, um die drei Kapitel abzuhandeln. Vigilius weigerte sich strikt, am Konzil teilzunehmen, wenn nicht mehr Bischöfe aus dem Westen anwesend seien. Die meisten dieser Bischöfe kamen allerdings nicht, und das Konzil schloss sich der Verurteilung der drei Kapitel durch Justinian an. Erst als Vigilius, ausmanövriert durch kaiserliche Diplomaten, diesem Beschluss offiziell beigepflichtet hatte, durfte er sich auf die Rückreise nach Rom begeben, wobei er in Syrakus verstarb.
im Westen wurde dem Papst der angebliche Sinneswandel sehr übel genommen. Mehrere Bischöfe akzeptierten die Verurteilung der Drei Kapitel nicht; es folgte ein etwa 150 Jahre währendes Schisma, das Schisma von Aquileia. Viele Bischöfe in Nord- und Mittelitalien wandten sich von Rom ab und den 568 einmarschierten Langobarden, die sich als Arianer aus dem Streit heraushielten, zu. Grund hierfür war der schon erwähnte Gegensatz in Glaubensfragen zwischen Konstantinopel, Rom und den norditalischen Bischöfen. Jene stellten sich vehement gegen die Verurteilung der Drei Kapitel.
Erst gegen Ende des 7. Jahrhunderts wurde in Pavia eine Versöhnungssynode abgehalten, die das Schisma innerhalb der langobardischen Kirche und mit Rom auflöste.